# 麥克·凱利
麥克·凱利（George Joseph "Mike" Kelly Jr.) ；1948年5月10日—）是美國的一位政治人物。自2011年開始，他是賓夕法尼亞州第16選舉區(該選區在2018年前稱為賓夕法尼亞州第3選舉區，選區範圍從賓夕法尼亞州西北部的伊利延伸至匹茲堡北部郊區處)選出的美國眾議院議員。他的黨籍是共和黨。他曾經是一名汽車銷售員。

## 所受教育與早年生活
凱利在1948年5月10日出生於匹茲堡，但他的童年大部分時間在巴特勒的北部外郊區生活。他曾就讀聖母大學。

## 私人生活
麥克·凱利和其妻子維多莉亞居住賓夕法尼亞州的巴特勒，他們倆人有4位子女和10位孫子女。